# Gregory van der Wiel
Gregory Kurtley van der Wiel, mais conhecido como Gregory van der Wiel, ou simplesmente Van der Wiel (Amsterdã, 3 de fevereiro de 1988), é um ex-futebolista neerlandês que atuava como lateral direito. 

## Clubes
Após boas temporadas atuando pelo Ajax, clube que o revelou, no dia 31 de agosto de 2012, último dia da janela de transferências do verão europeu, foi anunciada a contratação de van der Wiel pelo Paris Saint-Germain. O lateral foi contratado por cerca de seis milhões de euros e assinou um contrato com duração de quatro anos.

### Seleção Nacional
Foi convocado pelo treinador Bert van Marwijk para a disputa da Copa do Mundo de 2010, sendo titular durante todo o torneio na lateral-direita, inclusive atuando na final contra a Espanha, onde os neerlandeses foram derrotados por 1 a 0.

## Títulos
Ajax
- Copa dos Países Baixos: 2006–07, 2009–10
- Supercopa dos Países Baixos: 2007

Paris Saint-Germain
- Campeonato Francês: 2012–13, 2013–14, 2014–15, 2015–16
- Copa da Liga Francesa: 2013–14, 2014–15, 2015–16
- Supercopa da França: 2013, 2014, 2015
- Copa da França: 2014–15, 2015–16

### Prêmios individuais
- Revelação do Futebol Neerlandês do Ano: 2009–10